# Cephalotes dorbignyanus
Cephalotes dorbignyanus är en myrart som först beskrevs av Smith 1853.  Cephalotes dorbignyanus ingår i släktet Cephalotes och familjen myror. Inga underarter finns listade.